# Frail Bray
Frail Bray is het derde studioalbum van de Amerikaanse punkband Western Addiction. Het album werd op lp en cd uitgegeven op 15 mei 2020 via het platenlabel Fat Wreck Chords. Het album werd eind 2019 opgenomen en is geproduceerd door Jack Shirley, bekend van zijn productiewerk voor diverse andere bands.
Frail Bray is daarnaast het eerste album van Western Addiction waar basgitarist Mitch Paglia op te horen is. Verder hebben gastmuzikanten Darius Koski van Swingin' Utters en Brenna Red van The Last Gang aan het album bijgedragen.

## Achtergrond
Het album werd voor de eerste keer door het label Fat Wreck Chords aangekondigd op 17 maart. Met die aankondiging werd gelijk een nieuw nummer van het album uitgegeven, getiteld "They Burned Our Paintings". Op 20 april werd dit gevolgd door het nummer "Lurchers". Een videoclip voor "They Burned Our Paintings" werd uitgegeven op 6 mei, en het album werd in zijn geheel beschikbaar gemaakt voor streamen op 13 mei. Het album werd twee dagen later officieel uitgegeven, op 15 mei. Een videoclip voor de titeltrack "Frail Bray" volgde op 22 juli dat jaar.

## Nummers
1. "The Leopard and the Juniper" - 2:00
2. "They Burned Our Paintings" - 2:29
3. "Frail Bray" - 2:28
4. "Lurchers" - 1:51
5. "Rose's Hammer I" - 1:32
6. "Rose's Hammer II" - 3:24
7. "Laurette" - 1:26
8. "Utter Despair" - 2:43
9. "Wildflowers of Italy" - 3:56
10. "We Lived in Ultraviolet" - 2:43
11. "Deranged by Grief" - 3:21

## Muzikanten
Band
- Mitch Paglia - basgitaar, achtergrondzang
- Chad Williams - drums
- Ken Yamazaki - gitaar, achtergrondzang
- Jason Hall - zang
- Tony Teixeira - gitaar, piano, achtergrondzang, synthesizer

Aanvullende muzikanten
- Darius Koski - zang (track 9), viool, viola, piano, tamboerijn
- Brenna Red - zang (tracks 1, 3 en 6)